# Stražnji režanj hipofize
Stražnji režanj hipofize ili neurohipofiza ili posteriorni režanj je režanj na hipofizi. Izlučuje oksitocin i antidiuretski hormon (vazopresin). Stražnji režanj nadzire živčanim impulsima i proizvodi hormone koji upravljaju ravnotežom vode, potiču izlaženje mlijeka iz prsiju u žena koje doje i potiču stezanja maternice.
Kroz držak hipofize duž aksona teku neurohormoni koje luči hipotalamus i završavaju u krvnim žilama prednjeg i stražnjeg režnja hipofize.

## Nastanak
U embrionalnom razvitku neurohipofiza nastaje od neuroektoderma. Nastaje kao izbočina dna diencefalona (infundibul) koji raste ka dolje poput drška koji ostaje povezan s mozgom.
Krvlju ju opskrbljuju ventralno, desna i lijeva ventralna hipofizna arterija.

## Lučenje
Hipofiza dobiva poruke preko posebnih receptora u srcu, plućima, mozgu i aorti kad je osoba dehidrirana, tražeći proizvodnju više antidiuretskog hormona. Lučenje potiče kad mozak osjeti visoke razine elektrolita, bol, stres, opterećenje, niska razina šećera u krvi, angiotenzin, prostaglandini te neki lijekovi kao što su klorpropamid, kolinergički lijekovi i neki lijekovi koji se upotrebljavaju za liječenje astme i emfizema.
Hipofiza oslobađa oksitocin tijekom i poslije poroda. Sisanje bradavice također signalizira hipofizi na lučenje oksitocina.Sisanje bradavice potiče hipofizu na oslobađanje oksitocina.
Živčane stanice unutar hipotalamusa imaju izdanke (aksone) koji se protežu do stražnjeg režnja hipofize gdje se oslobađaju hormoni. Hormoni neurohipofize razlikuju se od većine hipofiznih hormona hipofize što ne djeluju potičući druge žlijezde s unutarnjim izlučivanjem, nego njihovo prekomjerno postojanje ili manjak izravno utječu na njihove ciljne organe.

## Funkcije hormona prednjeg režnja hipofize
| Naziv hormona              | Funkcija hormona | Ciljni organ                  |
| -------------------------- | --- | ----------------------------- |
| oksitocin                  | Stezanje maternice tijekom poroda i odmah nakon poroda da se spriječi prekomjerno krvarenje. Nakon poroda potiče sekreciju mlijeka iz dojke. Stezanje nekih stanica u prsima (dojkama) koje okružuju mliječne žlijezde. | maternica i mliječne žlijezde |
| antidiuretski hormon (ADH) | Pomaže tijelu održati odgovarajuću količinu vode, potiče čuvanje vode preko bubrega. | koža                          |

## Patologija
Smanjeno lučenje vazopresina je pod utjecajem alkohola, nekih steroida i nekoliko inih tvari. Nema li dovoljno antidiuretskog hormona, posljedica može biti dijabetes insipidus, stanja pri kojem bubrezi izlučuju previše vode. Previše antidiuretskog hormona se događa kad pacijent ima sindrom neodgovarajućeg lučenja antidiuretskog hormona (SIADH). Zbog zadržavanja vode u tijelu, padaju razine nekih elektrolita u krvi kao što je natrij. SIADH se javlja kod ljudi sa zatajenjem srca. Rijetko je kod osoba s oboljelim hipotalamusom. Visoka razina antidiuretskog hormona događa se i kad se on luči izvan hipofize. To je moguće u slučaju nekih oblika raka pluća.